# Oceanospirillales
Oceanospirillales — ряд гамма-протеобактерій (γ Proteobacteria), описаний в 2005 році. Більшість видів галофільні або галотолерантні. Рухомі, за винятком роду Alcanivorax. Аеробні, мікроаерофільні або факультутивно анаеробні хемоорганогетеротрофи.